# Rhynchodontodes diagonalis
Rhynchodontodes diagonalis är en fjärilsart som beskrevs av Alphéraky 1883. Rhynchodontodes diagonalis ingår i släktet Rhynchodontodes och familjen nattflyn. Inga underarter finns listade.